# Conan (antologia 1967)
Conan – antologia opowiadań o Conanie Barbarzyńcy autorstwa Roberta E. Howarda, L. Sprague de Campa i Lina Cartera. Po raz pierwszy została wydana w 1967 roku przez wydawnictwo Lancer Books, później była wydawana przez wydawnictwo Ace Books (1977). Jest to jednocześnie pierwsza książka z tzw. "czarnej serii", wydawanej w latach 1991-2000 przez wydawnictwa PIK i Amber.
W Polsce książka została wydana przez wydawnictwo PIK w roku 1991 w tłumaczeniu Zbigniewa A. Królickiego.

## Opowiadania w antologii
- Bóg w pucharze (The God in the Bowl) – Robert E. Howard
- Dom pełen łotrów (Rogues in the House) – Robert E. Howard
- Era Hyboriańska (The Hyborian Age) – Robert E. Howard
- Komnata śmierci (The Hall of the Dead) – Robert E. Howard, L. Sprague De Camp
- Miasto czaszek (The City of Skulls) – L. Sprague De Camp, Lin Carter
- Ręka Nergala (The Hand of Nergal) – Robert E. Howard
- Spotkanie w krypcie (The Thing in the Crypt) – L. Sprague De Camp, Lin Carter
- Wieża słonia (The Tower of the Elephant) – Robert E. Howard